# 5922 Сьоіті
5922 Сьоіті (5922 Shouichi) — астероїд головного поясу, відкритий 21 жовтня 1992 року.
Тіссеранів параметр щодо Юпітера — 3,229.
Названо на честь Сьоіті (яп. しょういち(章一) сьо: іті).